# ماری-آن پلز لاووازیه

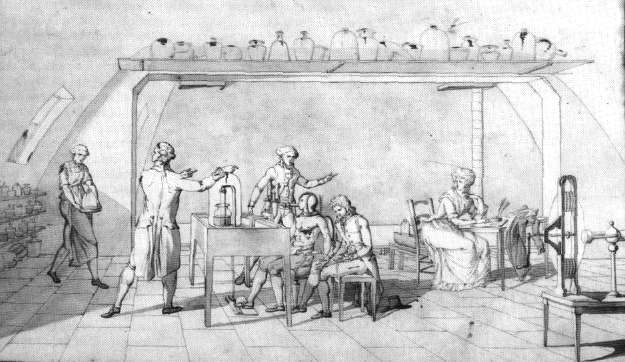
مادام لاووازیه در حالی که به شوهرش در تحقیقات علمی او در زمینه تنفس انسان کمک می کرد. او در کنار میز، سمت راست قابل مشاهده است. طراحی توسط مادام لاووازیه.

ماری-آن پی‌یرت پلز لاووازیه (فرانسوی: Marie-Anne Pierrette Paulze Lavoisier‎؛ ‏ ۲۰ ژانویهٔ ۱۷۵۸ – ۱۰ فوریهٔ ۱۸۳۶) نجیب‌زاده، شیمی‌دان، تصویرگر و مترجم اهل فرانسه بود. شوهرِ اولِ مادام لاووازیه، شیمی‌دان و نجیب‌زادهٔ فرانسوی آنتوان لاووازیه بود. او به عنوان دستیار آزمایشگاهی همسرش فعالیت می‌کرد و از مهارت‌های زبانی خود برای نوشتن آثار او و معرفی آن‌ها به مخاطبان بین‌المللی استفاده می‌کرد. او همچنین نقش اساسی در ترجمه چندین اثر علمی ایفا کرد و در استانداردسازی روش علمی تأثیرگذار بود.

## مشارکت در علم شیمی
مادام لاوازیه در طول روز در آزمایشگاه لاووازیه همراه او حضور داشت و یادداشت‌هایی را در دفترچه‌های آزمایشگاهی او می‌نوشت و نمودارهایی از طراحی‌های آزمایشگاهی او می‌کشید. آموزش‌هایی که از نقاش فرانسوی ژاک-لویی داوید دریافت کرده بود، به او این امکان را داد تا به‌طور دقیق و صحیح تجهیزات آزمایشگاهی را ترسیم کند که در نهایت به هم‌دوره‌های لاووازیه کمک کرد تا روش‌ها و نتایج آزمایش‌های او را بهتر درک کنند. علاوه بر این، او به عنوان ویراستار گزارش‌های همسرش عمل می‌کرد. لاووازیه با همکاری یکدیگر، شیمی را بازسازی کردند، رشته‌ای که ریشه در کیمیاگری داشت و در آن زمان تحت تاثیر عمیق نظریه فلوژیستون گئورگ اشتال بود.
در قرن هجدهم، نظریه فلوژیستون (عنصر آتش‌گونه‌ای که در طول سوختن یک ماده آزاد یا جذب می‌شود) برای توصیف تغییرات ظاهری که مواد در هنگام سوختن نشان می‌دهند، استفاده می‌شد. مادام لاوازیه، به دلیل تسلطش بر زبان‌های انگلیسی، لاتین و فرانسه، قادر بود آثار مختلف در مورد فلوژیستون را به فرانسوی ترجمه کند تا همسرش آن‌ها را مطالعه کند. شاید مهم‌ترین ترجمه او، ترجمهٔ «مقاله‌ای در مورد فلوژیستون و ساختار اسیدها» از ریچارد کیروان باشد که او آن را ترجمه و نقد کرده و یادداشت‌هایی در پاورقی اضافه کرده و اشتباهات شیمیایی موجود در مقاله را اصلاح کرده بود. باوجود این که نام او به عنوان مترجم در نسخهٔ اصلی ذکر نشده بود، اما در نسخه‌های بعدی نامش به عنوان مترجم نوشته شد. او همچنین آثار جوزف پریستلی، هنری کاوندیش و دیگران را برای استفاده شخصی لاووازیه ترجمه کرده بود. این کار خدمت ارزشمندی به لاووازیه بود که برای به‌روز بودن در زمینه‌های شیمیایی به ترجمه‌های مادام لاووازیه از آثار خارجی وابسته بود. در مورد نظریه فلوژیستون، ترجمه‌های مادام لاووازیه بود که او را متقاعد کرد که این ایده نادرست است و در نهایت به تحقیقات او در زمینه احتراق و کشف گاز اکسیژن منتهی شد.
مادام لاووازیه همچنین در انتشار رساله ابتدایی شیمی (۱۷۸۹) لاووازیه که دیدگاه یکپارچه‌ای از شیمی به‌عنوان یک رشته علمی ارائه می‌داد، نقشی اساسی داشت. این اثر تحول‌آفرین به‌عنوان یک مانیفست شیمیایی در نظر گرفته شد که ایدهٔ بقای جرم را معرفی کرد و فهرستی از عناصر و سیستم جدیدی برای نام‌گذاری شیمیایی به‌وجود آورد. مادام لاووازیه ۱۳ نقاشی از تجهیزات آزمایشگاهی که زوج لاووازیه در آزمایش‌های خود استفاده می‌کردند، کشید. او همچنین سوابق دقیقی از روش‌های آزمایش‌ها نگه داشت که اعتبار زیادی به یافته‌های منتشرشده از آنتوان لاووازیه افزود.
مادام لاووازیه قبل از مرگش موفق شد تقریباً تمام دفترچه‌های آزمایشگاهی و تجهیزات شیمیایی شوهرش را بازیابی کند که بیشتر آن‌ها اکنون در مجموعه‌ای در دانشگاه کرنل نگهداری می‌شود که بزرگ‌ترین مجموعهٔ آن‌ها در خارج از اروپا است. سالی که مادام لاووازیه درگذشت، کتابی منتشر شد که نشان می‌داد او کتابخانه‌ای غنی از آثار مذهبی داشت که شامل نسخه‌هایی از کتاب مقدس، اعترافات سنت آگوستین، خطبه‌ها بر اساس کتاب مقدس ژاک سورن، مقالات اخلاقی پیر نیکول، نامه‌های شهرستانی بلز پاسکال، موعظه‌ها اثر لوئی بوردالو و تقلیدی از مسیح توماس آ. کمپیس بود.

## آموزش هنری و مشارکت‌ها

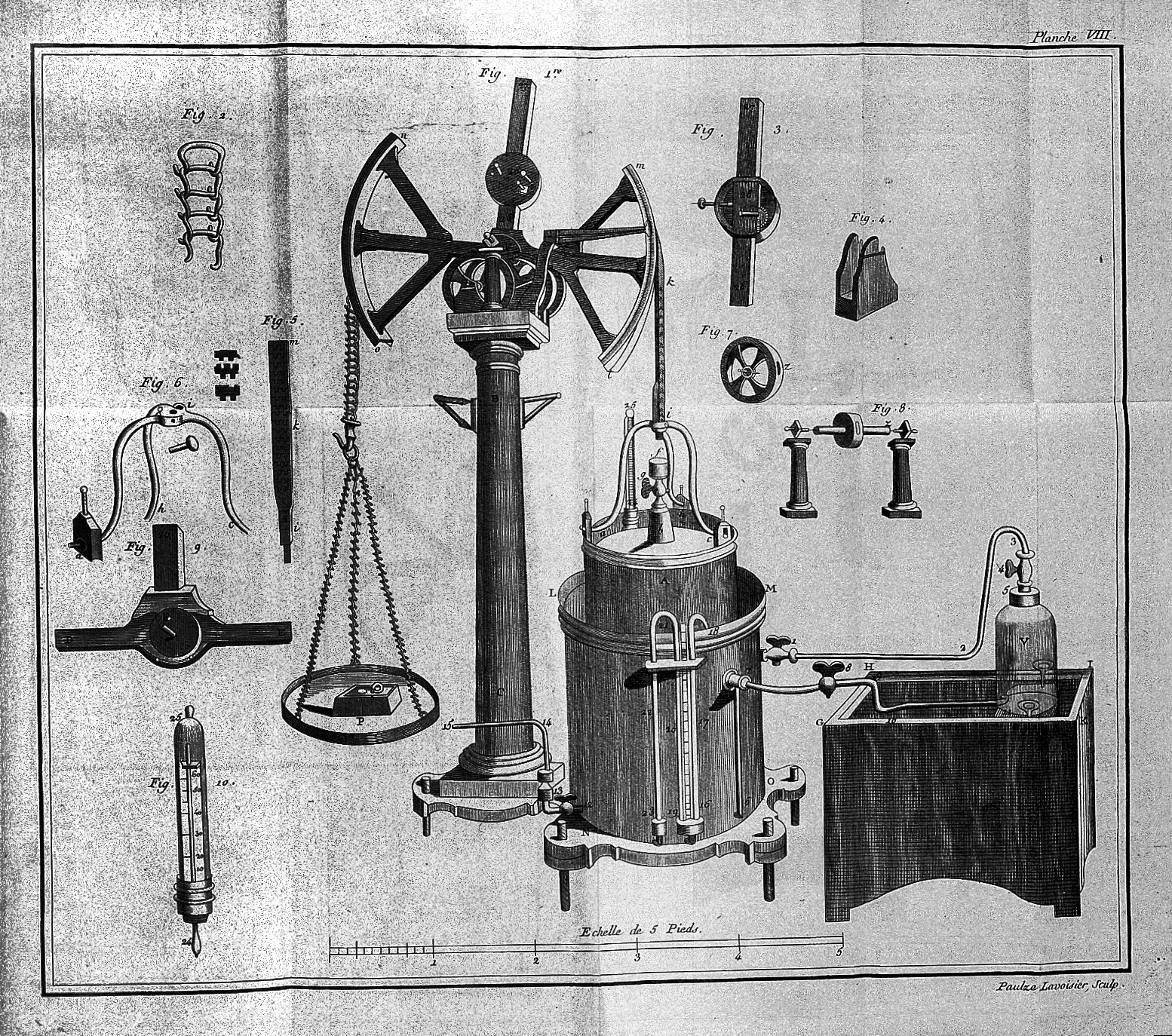
طرحی از برخی ابزارآلات آزمایشگاهی در آزمایشگاه شیمی آنتوان لاووازیه توسط همسرش مادام لاووازیه که در رساله ابتدایی شیمی منتشر شد.

مادام لاووازیه آموزش هنری خود را زیر نظر نقاش فرانسوی ژاک-لویی داوید در اواخر سال ۱۷۸۵ یا اوایل سال ۱۷۸۶ آغاز کرد. مدت کوتاهی بعد، احتمالاً در سال ۱۷۸۷، داوید یک پرتره دو نفره تمام‌قد از مادام لاووازیه و همسرش نقاشی کرد که در آن مادام لاووازیه در پیش‌زمینه قرار داشت. آموزش‌های هنری مادام لاووازیه به او این امکان را داد که نه تنها آزمایش‌ها و انتشارات همسرش را مستند و توصیف کند (او حتی خود را به عنوان یک شرکت‌کننده در دو نقاشی از آزمایش‌ها همسرش به تصویر کشید)، بلکه برای مثال، پرتره‌ای از بنجامین فرانکلین، یکی از اندیشمندان علمی که در سالن‌های او حضور داشتند، نقاشی کند. در ادامه، روابط مادام لاووازیه با داوید به دلیل سیاست‌های رادیکال او در چارچوب انقلاب فرانسه قطع شد.

## مرگ
ماری در ۱۰ فوریه ۱۸۳۶ در خانه خود در پاریس در سن ۷۸ سالگی به‌طور ناگهانی درگذشت. او در گورستان گورستان پر-لاشز در پاریس به خاک سپرده شده است.

## برای مطالعهٔ بیشتر
- Kawashima, Keiko "Paulze-Lavoisier, Marie-Anne-Pierrette", New Dictionnary of Scientific Biography, Noretta Koertge ed., Detroit et al., Thomson & Gale, 8 vols, vol. 6, 2007: 44–45
- Bell, Madison Smartt. Lavoisier in the Year One. New York: Atlas Books, 2005.
- Borgias, Adriane P.  "Marie Anne Pierrette Paulze Lavoisier." Women in Chemistry and Physics, A Biobibliographic Sourcebook. Eds. Louise S. Grinstein, Rose K Rose, and Miriam H. Rafailovich. Connecticut: Greenwood Press, 1993: 314–319.
- Crawford, Franklin.  "CU’s great treasure of science: Lavoisier collection is Mme. Lavoisier’s Achievement."  Cornell Chronicle [New York].  30 Jan. 2007.  12 Apr. 2007.
- Eagle, Cassandra T. and Sloan, Jennifer.  "Marie Anne Paulze Lavoisier: The Mother of Modern Chemistry."  The Chemical Educator 3.5 (1998): 1–18.  12 Apr. 2007
- Hoffmann, R., "Mme Lavoisier", American Scientist 90 (Jan–Feb, 2002) pp. 22–24. Bell, Madison Smartt. Lavoisier in the Year One. New York: Atlas Books, 2005.
- Rayner-Canham, Geoffrey and Marelene. "Marie Anna Pierrette Paulze Lavoisier."  Women in Chemistry. Massachusetts: American Chemical Society and Chemical Heritage Foundation, 1998: 17–22.